# Rafael Baena
Rafael Baena González znany jako Rafa Baena (ur. 7 listopada 1982 roku w Estapie) – hiszpański piłkarz ręczny, reprezentant kraju, obrotowy. Obecnie występuje w hiszpańskiej Lidze ASOBAL, w drużynie CB Ademar León.

## Wyróżnienia
- Król Strzelców Ligi ASOBAL w sezonie 2010/11 (179 bramek).